# Fernando Labella
Fernando Labella (17 de agosto de 1971, Buenos Aires) es un exbaloncestista argentino con ciudadanía italiana.

## Carrera
Ha militado en Serie A por muchos años en las filas de Pesaro, Montecatini, Imola, Teramo, mientras pisaba los campos con los Legadue con Teramo, Rimini y Caserta.